# 830
830 (DCCCXXX) var ett normalår som började en lördag i den julianska kalendern.

## Händelser

### Okänt datum
- Ansgar besöker Birka för första gången. Han tas väl emot av kung Björn och en liten kristen församling bildas.
- Svear, omtalade som Rhos, färdas genom Ryssland till Konstantinopel.

## Födda
- Karloman, kung av Bayern 864–880 och av Italien 877–879
- Ludvig den yngre, kung av Sachsen, Franken och Thüringen 876–882 samt av Bayern 880–882 (född omkring detta år)

## Avlidna
- 15 februari – Wang Bo, kinesisk kansler.
- 8 mars – Li Jiang, kinesisk kansler.
- Simeon II av Alexandria, koptisk-ortodox påve och patriark av Alexandria.